# Enfrentamientos en Beirut de 2021
Los enfrentamientos en Beirut de 2021 fueron una serie de enfrentamientos que estallaron en la capital libanesa —Beirut— el 14 de octubre de 2021 entre la milicia cristiana Fuerzas Libanesas (según afirma Hezbolá) y los combatientes de Hezbolá apoyados por el Movimiento Amal. Dieron por resultado la muerte de siete personas asociadas a Hezbolá y sus aliados, lesiones de otras 32 personas y la detención de nueve por las Fuerzas Armadas del Líbano. La violencia estalló durante una protesta organizada por Hezbolá y sus aliados contra Tarek Bitar —el juez principal que investiga la explosión en el puerto de Beirut de 2020—. El lugar de los enfrentamientos fue el Palacio de Justicia, ubicado a lo largo de la antigua línea del frente de la Guerra Civil Libanesa entre las áreas musulmanas chiíes y cristianas. Los enfrentamientos fueron los peores en el país desde el Conflicto del Líbano de 2008.

## Antecedentes
El Líbano había estado en un estado de crisis financiera desde 2019, y la situación empeoró gradualmente con la recesión de la COVID-19 y la explosión en el puerto de Beirut. En agosto de 2021, la explosión de un camión cisterna de combustible en el distrito de Accar mató a decenas de personas. En el otoño de 2021, el mercado energético libanés colapsó debido a la escasez de combustible, y el 9 de octubre de 2021 el país se sumió en un apagón nacional de 24 horas, ya que las plantas de energía se quedaron sin combustible.

## Cronología
El 14 de octubre de 2021, durante la protesta convocada por los partidos chiíes del Movimiento Amal y Hezbolá, así como por el Movimiento cristiano Marada contra el juez principal que investigaba la explosión del puerto de Beirut, francotiradores de las Fuerzas Libanesas abrieron fuego contra los manifestantes en las calles de Beirut. Esto dio lugar a un tiroteo con partidarios armados de Hezbolá y del Movimiento Amal con armas que incluían rifles de asalto y granadas propulsadas por cohetes. Algunas de las víctimas fueron asesinadas con un disparo en la cabeza, incluida una mujer que fue muerta dentro de su hogar.

## Reacciones

### Nacionales
El presidente Michel Aoun expresó en un discurso televisado que los responsables de la violencia rendirían cuentas. Afirmó que «hoy he hecho contactos con las partes relevantes para abordar lo sucedido y, lo más importante, asegurarme de que nunca vuelva a suceder». Comparó los enfrentamientos con la Guerra Civil Libanesa, afirmando que «nos llevó a los días que dijimos que nunca olvidaríamos y nunca repetiríamos».
El primer ministro Najib Mikati declaró que el Líbano celebraría un duelo nacional por los muertos en los ataques. Más tarde, dijo a los reporteros que los enfrentamientos serían un revés para su Gobierno, pero que serían superados, afirmando que «El Líbano está atravesando una fase difícil, no fácil. Somos como un paciente frente a la sala de emergencias».

### Internacionales
El portavoz del Departamento de Estado de los Estados Unidos, Ned Price, instó a que se reduzcan las tensiones entre los partidos políticos.

### Organizaciones intergubernamentales
Un portavoz del secretario general de las Naciones Unidas, declaró que «el secretario general de la ONU, Antonio Guterres, pide a todos los interesados en El Líbano que detengan inmediatamente los actos de violencia y se abstengan de acciones provocativas o retórica incendiaria».